# Елперчукъёль
Елперчукъёль — река в России, протекает по территории Троицко-Печорского района Республики Коми. Устье реки находится в 29 км по правому берегу реки Пырсъю. Длина реки составляет 15 км.
Исток реки находится на Северном Урале, к югу от горы Макар-Из (964 м НУМ). Река течёт на юг, носит горный характер и сохраняет высокую скорость течения на всём протяжении. Всё течение проходит в ненаселённой холмистой тайге на территории Печоро-Илычского заповедника. В нижнем течении протекает западнее горы Елперчукъёлиз (715 м НУМ). В нижнем течении ширина реки около 12 м, скорость течения — 1,2 м/с.

## Данные водного реестра
По данным государственного водного реестра России относится к Двинско-Печорскому бассейновому округу, водохозяйственный участок реки — Печора от истока до водомерного поста у посёлка Шердино, речной подбассейн реки — Бассейны притоков Печоры до впадения Усы. Речной бассейн реки — Печора.
Код объекта в государственном водном реестре — 03050100112103000058532.